# Семёно
Семёно — деревня в Медынском районе Калужской области Российской Федерации. Входит в сельское поселение «Село Передел».

## Название
Ойконим связан с народной формой имени Семён от библейского Симеон. В 18 веке здесь планировалось строительство церкви во имя Симеона Богоприимца.
В 1782 году известна как Симеоновский погост, в 1863 году упоминается как Семеновская (Святой Семён) (в "Списке населённых мест Российской империи по сведениям 1859–1873 годов" Семеновская (Семен-Святой), в "Списке населённых мест Калужской губернии 1914 года" Семеновское (Семен-Святой)), в 1886-м году упоминается крестьянин деревни Семена Святого. 
На предвоенной карте упоминается как Семена (сокращенная форма от деревня Семёна)

## География
Находится в пределах Смоленско-Московской возвышенности, на северо-западе области, вблизи административной границы с Московской областью. Высота 242 метра.
Возле деревни находились селения Крупа, Кульпино, Щербинино.

## История
В 1710 году крестьянину села Гиреево (в источнике Дереево) одноимённой дворцовой волости Можайского уезда, Аксёну Григорьевичу сыну Шурова, отдана в оброк пустовая церковная земля Симеона Богоприимца в Ловышенском стане Боровского уезда. В том же году дьяку села Космодемьянского, Стефану Максимову по его челобитной велено начать строительство церкви во имя Симеона Богоприимца на указанной земле. Однако, спустя шесть лет, в 1716 году Стефан Максимов, в челобитной сообщает о том, что церковь построена не была.
В 1729 году посадские люди города Боровска Василий, Лукьян и Агафон Копырины просят отдать им церковную землю в вечное владение под строительство завода по выплавке чугуна на водной тяге. В прошении в Берг-Коллегию упоминаются, в том числе, пробы железной руды, полученная пробирным мастером Шаншевым в 1719 году в деревне Шугайлово на Трубенке, весом 153 фунта (77 кг). В том же 1729 году Копыриным разрешают строить железно-водяной завод, а железную руду закупать у обывателей Можайского уезда.
Но в 1782 году земля снова числится как пустовой Симеоновский погост Экономического ведомства, отданный в вечное владение Ивану Меньшову Мосолову. Погост стоит на левом берегу речки Ремяги.
В 1863 году на безымянном ручье упоминается казённая деревня Семеновская (Святой Семён), 2-го стана Медынского уезда Калужской губернии. В деревне 355 жителей.
В 1886-м году крестьянин деревни Семена Святого Иван Григорьевич Рахманников владеет деревней Крутицы.

## Население
| 2002 | 2010 |
| ---- | ---- |
| 3    | ↘0   |

## Инфраструктура
Личное подсобное хозяйство с зоной сельскохозяйственного использования, индивидуальная застройка усадебного типа. Перед Великой Отечественной на карте обозначены 44 дома.

## Транспорт
Просёлочные дороги.